# Östansjösjön (Mo socken, Ångermanland)
Östansjösjön är en sjö i Örnsköldsviks kommun i Ångermanland och ingår i Moälvens huvudavrinningsområde. Sjön har en area på 0,0199 kvadratkilometer och ligger 20 meter över havet.

## Delavrinningsområde
Östansjösjön ingår i det delavrinningsområde (703925-163178) som SMHI kallar för Utloppet av Östansjösjön. Medelhöjden är 109 meter över havet och ytan är 2,82 kvadratkilometer. Det finns inga avrinningsområden uppströms utan avrinningsområdet är högsta punkten. Vattendraget som avvattnar avrinningsområdet har biflödesordning 3, vilket innebär att vattnet flödar genom totalt 3 vattendrag innan det når havet efter 31 kilometer. Avrinningsområdet består mestadels av skog (60 procent), öppen mark (11 procent) och jordbruk (27 procent). Bebyggelsen i området täcker en yta av 0,04 kvadratkilometer eller 1 procent av avrinningsområdet.